# Euzebiusz (Polityło)
Euzebiusz, imię świeckie Witalij Petrowycz Polityło (ur. 12 lipca 1928 w Sofijowce, zm. 24 października 2012) – biskup Ukraińskiego Kościoła Prawosławnego Patriarchatu Kijowskiego.

## Życiorys
Urodził się w rodzinie urzędniczej. W 1954 ukończył seminarium duchowne w Leningradzie, zaś w 1958 uzyskał w Leningradzkiej Akademii Duchownej tytuł kandydata nauk teologiczna za pracę poświęconą św. Dymitrowi z Rostowa jako teologowi. 17 lipca 1949 przyjął święcenia diakońskie, zaś 15 sierpnia tego samego roku został wyświęcony na kapłana przez arcybiskupa lwowskiego i tarnopolskiego Makarego. Od 1965 do 1993 był proboszczem parafii Zaśnięcia Matki Bożej we Lwowie, z przerwą w latach 1975-1978, gdy służył w patriarszych parafiach w Kanadzie i w USA, redagując pismo Kanadśkyj prawosławnyj wisnyk. W latach 1979–1985 był sekretarzem eparchii lwowskiej i tarnopolskiej.
Przeszedł w jurysdykcję Ukraińskiego Kościoła Prawosławnego Patriarchatu Kijowskiego. W 1996 został rektorem prowadzonego przez ten Kościół Lwowskiej Akademii Duchownej. Był duchownym żonatym, jednak po śmierci małżonki w 2002 złożył wieczyste śluby mnisze.
7 lipca 2002 przyjął chirotonię biskupią i został biskupem połtawskim i krzemieńczuckim. Rok później został podniesiony do godności arcybiskupiej, zaś w 2004 - metropolity. Od 2005 do przejścia w stan spoczynku w 2012 był ordynariuszem eparchii rówieńskiej. W 2012 zmarł.